# Euro Hockey Tour 2000/2001
Euro Hockey Tour 2000/2001 je 5. ročník hokejových turnajů Euro Hockey Tour.

## Česká pojišťovna cup
Hokejový turnaj byl odehrán od 31.8.2000 – do 3.9.2000 v Zlíně
- Vítěz Finská hokejová reprezentace.

| Tým 1   | Výsledek                 | Tým 2   |
| ------- | ------------------------ | ------- |
| Finsko  | 4:2 (2:1,1:0,1:1)        | Švédsko |
| Rusko   | 2:1 (0:1,2:0,0:0)        | Česko   |
| Rusko   | 3:4 SN (1:0,1:3,1:0,0:0  | Finsko  |
| Česko   | 2:3 (1:0,0:2,1:1)        | Švédsko |
| Švédsko | 3:2 SN (0:0,1:1,1:1,0:0) | Rusko   |
| Česko   | 2:1 PP (1:1,0:0,0:0,1:0) | Finsko  |

## Karjala cup
Hokejový turnaj byl odehrán od 9.11.2000 – do 12.11.2000 v Helsinkách, utkání Švédsko – Česko bylo odehráno v Jonkopingu
- Vítěz Finská hokejová reprezentace.

| Tým 1   | Výsledek                 | Tým 2   |
| ------- | ------------------------ | ------- |
| Finsko  | 6:1 (2:1,3:0,1:0)        | Švédsko |
| Česko   | 1:2 (1:1,0:1,0:0)        | Rusko   |
| Finsko  | 4:3 (2:0,0:0,2:3)        | Rusko   |
| Švédsko | 4:1 (1:0,3:0,0:1)        | Česko   |
| Rusko   | 0:2 (0:1,0:1,0:0)        | Švédsko |
| Česko   | 1:2 SN (0:1,0:0,1:0,0:0) | Finsko  |

## Baltika Cup
Hokejový turnaj byl odehrán od 17.12.2000 – do 20.12.2000 v Moskvě
- Vítěz Ruská hokejová reprezentace.

| Tým 1   | Výsledek                 | Tým 2   |
| ------- | ------------------------ | ------- |
| Švédsko | 1:4 (1:0,0:2,0:2)        | Finsko  |
| Česko   | 4:5 SN (2:1,2:1,0:2,0:0) | Rusko   |
| Rusko   | 2:1 (1:0,0:0,1:1)        | Finsko  |
| Česko   | 4:2 (1:1,1:0,2:1)        | Švédsko |
| Rusko   | 1:0 (0:0,1:0,0:0)        | Švédsko |
| Finsko  | 2:6 (2:3,0:3,0:0)        | Česko   |

## Švédské hokejové hry
Hokejový turnaj byl odehrán od 6.2.2001 – do 11.2.2001 v Stockholmu, Tohoto turnaje se zúčastnila i Kanada.
- Vítěz Švédská hokejová reprezentace.

| Tým 1   | Výsledek                 | Tým 2   |
| ------- | ------------------------ | ------- |
| Švédsko | 2:1 (1:1,1:0,0:0)        | Finsko  |
| Česko   | 1:2 (0:0,0:1,1:1)        | Rusko   |
| Rusko   | 1:4 (0:1,1:1,0:2)        | Finsko  |
| Švédsko | 1:2 (1:0,0:1,0:1)        | Česko   |
| Rusko   | 1:2 (0:1,1:1,0:0)        | Švédsko |
| Finsko  | 3:2 PP (1:2,0:0,1:0,1:0) | Česko   |
| Kanada  | 1:5 (1:0,0:4,0:1)        | Švédsko |
| Kanada  | 6:4 (1:2,3:0,2:2)        | Rusko   |
| Česko   | 1:3 (0:0,1:2,0:1)        | Kanada  |
| Finsko  | 6:3 (1:2,5:1,0:0)        | Kanada  |

## Celková tabulka EHT 2000/2001
| Mužstvo | Z  | V | VP | PP | P | VG | OG | B  |
| ------- | -- | - | -- | -- | - | -- | -- | -- |
| Finsko  | 12 | 5 | 3  | 1  | 3 | 36 | 26 | 22 |
| Rusko   | 12 | 5 | 1  | 2  | 4 | 24 | 27 | 19 |
| Švédsko | 12 | 5 | 1  | 0  | 6 | 23 | 28 | 17 |
| Česko   | 12 | 3 | 1  | 3  | 5 | 27 | 29 | 14 |

## Vysvětlivky k tabulkám a zápasům
- Z – počet odehraných zápasů
- V – počet vítězství
- VP – výhry v prodloužení
- PP – prohry v prodloužení
- P – počet proher
- VG – počet vstřelených gólů
- OG – počet obdržených gólů
- B – počet bodů